# Hesychopa molybdica
Hesychopa molybdica là một loài bướm đêm thuộc phân họ Arctiinae, họ Erebidae.